# 麥夸里三向聯結構造
麥夸里三向聯結構造是太平洋南部的三向聯結構造，位於紐西蘭以南的海床，座標61°30′S 161°0′E / 61.500°S 161.000°E，以鄰近的麥夸里島命名。
它是印度-澳洲板塊、太平洋板塊和南極洲板塊的相交點，而三個板塊邊界分別是印度洋東南海嶺（Southeast Indian Ridge）、太平洋-南極洋脊（Pacific-Antarctic Ridge）和麥夸里斷層帶（Macquarie Fault Zone）。